# انانتابور
انانتابور هي مدينة في الهند، تقع في Rayalaseema ‏، هي عاصمة اننت بور، بلغ عدد سكانها 362,350 نسمة، تبلغ مساحتها 56.98 كيلومتر مربع، و16.35 كيلومتر مربع، رمزها البريدي هو 515001.

## المناخ
يظهر الجدول التالي التغييرات المناخية على مدار السنة لانانتابور:
| البيانات المناخية لـانانتابور                                            | البيانات المناخية لـانانتابور | البيانات المناخية لـانانتابور | البيانات المناخية لـانانتابور | البيانات المناخية لـانانتابور | البيانات المناخية لـانانتابور | البيانات المناخية لـانانتابور | البيانات المناخية لـانانتابور | البيانات المناخية لـانانتابور | البيانات المناخية لـانانتابور | البيانات المناخية لـانانتابور | البيانات المناخية لـانانتابور | البيانات المناخية لـانانتابور | البيانات المناخية لـانانتابور |
| الشهر                                                                    | يناير                         | فبراير                        | مارس                          | أبريل                         | مايو                          | يونيو                         | يوليو                         | أغسطس                         | سبتمبر                        | أكتوبر                        | نوفمبر                        | ديسمبر                        | المعدل السنوي                 |
| ------------------------------------------------------------------------ | ----------------------------- | ----------------------------- | ----------------------------- | ----------------------------- | ----------------------------- | ----------------------------- | ----------------------------- | ----------------------------- | ----------------------------- | ----------------------------- | ----------------------------- | ----------------------------- | ----------------------------- |
| الدرجة القصوى °م (°ف)                                                    | 36.0 (96.8)                   | 39.4 (102.9)                  | 41.8 (107.2)                  | 43.2 (109.8)                  | 44.1 (111.4)                  | 43.1 (109.6)                  | 38.1 (100.6)                  | 38.9 (102.0)                  | 37.9 (100.2)                  | 37.8 (100.0)                  | 36.8 (98.2)                   | 33.8 (92.8)                   | 44.1 (111.4)                  |
| متوسط درجة الحرارة الكبرى °م (°ف)                                        | 31.0 (87.8)                   | 34.3 (93.7)                   | 37.6 (99.7)                   | 39.4 (102.9)                  | 39.2 (102.6)                  | 35.7 (96.3)                   | 33.8 (92.8)                   | 33.0 (91.4)                   | 33.1 (91.6)                   | 31.9 (89.4)                   | 30.3 (86.5)                   | 29.6 (85.3)                   | 34.1 (93.4)                   |
| متوسط درجة الحرارة الصغرى °م (°ف)                                        | 17.5 (63.5)                   | 19.4 (66.9)                   | 22.7 (72.9)                   | 25.8 (78.4)                   | 26.2 (79.2)                   | 25.0 (77.0)                   | 24.3 (75.7)                   | 23.9 (75.0)                   | 23.4 (74.1)                   | 22.5 (72.5)                   | 20.1 (68.2)                   | 17.7 (63.9)                   | 22.4 (72.3)                   |
| أدنى درجة حرارة °م (°ف)                                                  | 11.2 (52.2)                   | 12.8 (55.0)                   | 13.4 (56.1)                   | 18.3 (64.9)                   | 18.8 (65.8)                   | 19.6 (67.3)                   | 20.8 (69.4)                   | 20.8 (69.4)                   | 19.3 (66.7)                   | 14.1 (57.4)                   | 10.0 (50.0)                   | 9.4 (48.9)                    | 9.4 (48.9)                    |
| معدل هطول الأمطار مم (إنش)                                               | 1.3 (0.05)                    | 0.4 (0.02)                    | 9.4 (0.37)                    | 18.9 (0.74)                   | 53.0 (2.09)                   | 59.9 (2.36)                   | 66.0 (2.60)                   | 91.3 (3.59)                   | 133.6 (5.26)                  | 95.5 (3.76)                   | 38.7 (1.52)                   | 9.1 (0.36)                    | 577.2 (22.72)                 |
| متوسط الأيام الممطرة                                                     | 0.1                           | 0.2                           | 0.4                           | 1.3                           | 2.9                           | 3.2                           | 4.6                           | 5.3                           | 6.9                           | 6.4                           | 3.0                           | 0.6                           | 34.9                          |
| المصدر: India Meteorological Department (record high and low up to 2010) |                               |                               |                               |                               |                               |                               |                               |                               |                               |                               |                               |                               |                               |